# Straż Bezpieczeństwa

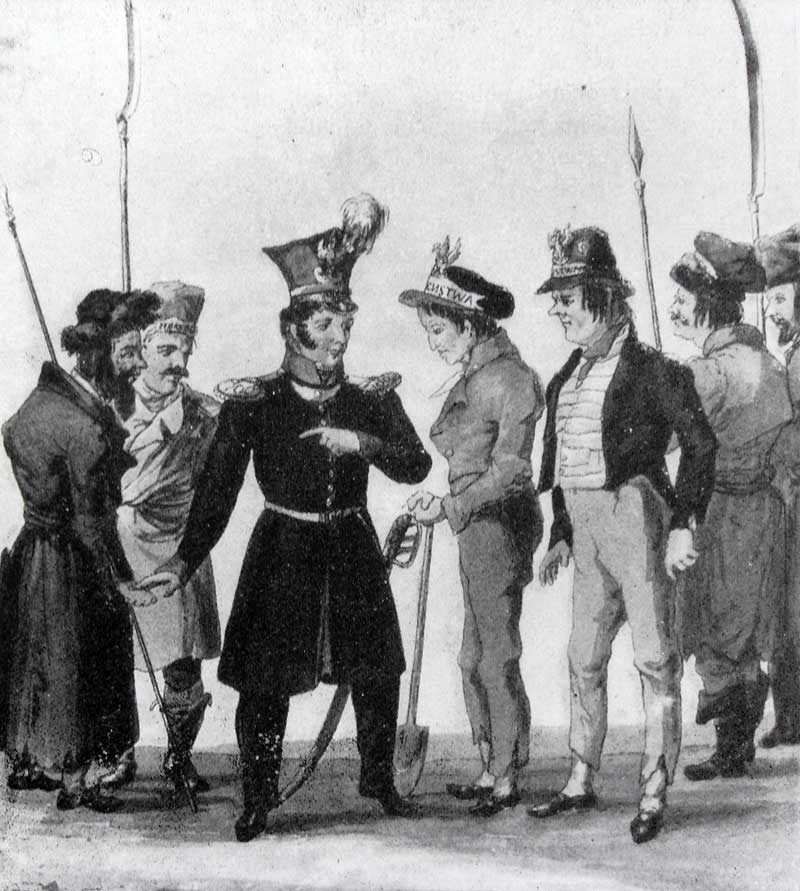
Warszawska Straż Bezpieczeństwa

Straż Bezpieczeństwa (czasem jako Straż Bezpieczeństwa Królestwa Polskiego) – formacja porządkowa w Królestwie Kongresowym, powołana w czasie powstania listopadowego 30 listopada 1830 w Warszawie przez Radę Administracyjną, dowodzona przez Piotra Łubieńskiego (następnie przez J. Zaliwskiego). Służyło w niej ok. 15 tys. osób.
Do zadań jej należało rozbrojenie i uspokojenie zrewoltowanego plebsu oraz czuwanie nad bezpieczeństwem i porządkiem.

## Formowanie
1 grudnia 1830 r. Piotr Łubieński wydał odezwę, która głosiła, że dla zabezpieczenia własności prywatnej ustanawia się następujący porządek uzbrojenia: 1. każdy właściciel domu w Warszawie jest dowódcą gwardii osób w obwodzie swojego domu; 2. mocen jest rozbroić każdego, którego niezdolnym i niewykwalifikowanym uzna do noszenia broni; 3. natychmiast zrobi rewizję uzbrojonych ludzi, odbierze broń niewykwalifikowanym do noszenia...
W Warszawie w jej skład wchodziła głównie biedota miejska, uzbrojona w piki, siekiery i kosy.
5 grudnia 1830 Rząd Tymczasowy ustanowił dla centralnego dowodzenia tymi siłami urząd "naczelnika Straży Bezpieczeństwa w całym kraju", albo inaczej "generała dowódcy Straży Bezpieczeństwa Królestwa Polskiego".

## Wyodrębnienie Gwardii Ruchomej
6 grudnia 1830 ze Straży Bezpieczeństwa wydzielono Gwardię Ruchomą w składzie 80 batalionów po 1000 ludzi każdy.

### Struktura gwardii ruchomej
- regimentarz na lewym brzegu Wisły
  - dowódca województwa kaliskiego
    - 10 batalionów gwardii ruchomej

  - dowódca województwa krakowskiego
    - 10 batalionów gwardii ruchomej

  - dowódca województwa mazowieckiego
    - 10 batalionów gwardii ruchomej

  - dowódca województwa sandomierskiego
- regimentarz na prawym brzegu Wisły
  - dowódca województwa augustowskiego
    - 10 batalionów gwardii ruchomej

  - dowódca województwa lubelskiego
    - 10 batalionów gwardii ruchomej

  - dowódca województwa płockiego
    - 10 batalionów gwardii ruchomej

  - dowódca województwa podlaskiego